# Lista Bonino
La Lista Bonino (Lista Bonino) fue una lista electoral italiana de ideología libertaria activa entre los años 90 y principios del siglo XXI. Tomaba su nombre por Emma Bonino, una líder del Partido Radical que había sido miembro de la Comisión Europea entre 1995 y 1999. Era la sucesora de la Lista Panella, activa entre 1992 y 1999.
En las elecciones al Parlamento Europeo de 1999 la Lista Bonino, gracias a la popularidad de su candidata y el uso masivo de publicidad, obtuvo un sorprendente 8,5% de los votos y 7 diputados (Emma Bonino, Marco Pannella, Benedetto Della Vedova, Marco Cappato , Olivier Dupuis, Maurizio Turco y Gianfranco Dell'Alba), convirtiéndose así en el cuarto partido más votado del país.
La lista, contó con el apoyo de los votantes descontentos, mujeres y jóvenes, logró muy buenos resultados en el norte de Italia (13,2% en Piamonte , el 11,6% en Lombardía, 11,9% en el Véneto , 13,0% en Friul-Venecia Julia, un 10,8% en Liguria), donde sus políticas liberales eran muy populares, especialmente entre los decepcionados con Liga Norte, mientras que éstos fueron bastante peores en el conservador y estatista Sur (por debajo de 4% en Basilicata, Calabria y Sicilia).
La lista no se unió a ninguna gran alianza electoral, ni de cara a las elecciones regionales de 2000 (en el que logró diputados regionales en el Piamonte y Lombardía), ni para las elecciones generales de 2001. En estos comicios los radicales regresaron a su cuota tradicional de voto, en torno al 2%. En las elecciones al Parlamento Europeo de 2004 sólo logró 2 eurodiputados, Emma Bonino y Marco Pannella.
En 2001 los radicales se reorganizaron como partido por primera vez desde 1989, cuando el Partido Radical se transformó en Partido Radical Transnacional. La "Lista Bonino" fue utilizada por última vez en 2004, uniéndose los radicales en 2005 al centro-izquierda, integrándose junto a Socialistas Demócratas Italianos en la coalición la Rosa en el Puño en 2006 y apoyando al Partido Democrático en 2008.
No obstante, para las elecciones al Parlamento Europeo de 2009 se presentaron el solitario con una candidatura que se denominó Lista Pannella-Bonino, obteniendo un 2,4% de los votos y ningún eurodiputado, pese a lograr buenos resultados en áreas urbanas, como Milán (5,5%), Bolonia (5,1%), Florencia (5,0%), Padua (5,0%) y Turín (4,9%).